# Next of Kin (1989)
Next of Kin is een actie-thriller uit 1989 geregisseerd door John Irvin.

## Verhaal
Truman Gates, een voormalige Airborne Ranger van het Amerikaanse leger, verhuist van Appalachia naar Chicago om politieagent te worden. Hij is getrouwd met Jessie. Wanneer de kolenmijn sluit, haalt Truman zijn jongere broer Gerald over om in Chicago te gaan werken. Helaas wordt Gerald, kort nadat hij een baan als vrachtwagenchauffeur heeft gekregen, vermoord door maffiosi onder leiding van Joey Rosellini. Truman keert terug naar Kentucky voor de begrafenis. Zijn oudere broer, Briar Gates, wil wraak nemen, maar Truman wil dat de wet het oplost. Briar gaat zelf op zoek naar de moordenaars, maar wordt dodelijk gewond in een vuurgevecht. Truman neemt ontslag en gaat zelf achter de maffia aan.

## Cast
| Acteur              | Personage                   |
| ------------------- | --------------------------- |
| Patrick Swayze      | Detective Truman Gates      |
| Liam Neeson         | Briar Gates                 |
| Adam Baldwin        | Joey Rosselini              |
| Helen Hunt          | Jessie Gates                |
| Bill Paxton         | Gerald Gates                |
| Don James           | David Jenkins               |
| Ben Stiller         | Lawrence Isabella           |
| Andreas Katsulas    | Johnny "Papa John" Isabella |
| Michael J. Pollard  | Harold                      |
| Joseph R. Ryan      | grootvader Gates            |
| Rodney Hatfield     | Hollis Gates                |
| Brett Hadley        | De Witt Gates               |
| Richard Wharton     | Selkirk Gates               |
| Kelly Blair         | Tolbert Gates               |
| Charles Williams    | Pierce                      |
| Michael Wise        | "Snakeman"                  |
| Ted Levine          | Willy Simpson               |
| Del Close           | Frank                       |
| Valentino Cimo      | "Rhino"                     |
| Paul Greco          | Leo                         |
| Vincent Guastaferro | Paulie                      |
| Paul Herman         | Tony Antonelli              |
| Starla Fugate       |                             |
| Sally Murphy        |                             |
| Lisa Niemi          |                             |

## Nominatie
| Westrijd                     | Categorie   | Ontvanger(s)   | Resultaat   | Ref.  |
| ---------------------------- | ----------- | -------------- | ----------- | ----- |
| Golden Raspberry Awards 1989 | Worst Actor | Patrick Swayze | Genomineerd | [ 2 ] |